# Andreja Pejićová
Andreja Pejićová, nepřechýleně Andreja Pejić, rodným jménem Andrej Pejić (* 28. srpna 1991 Tuzla) je bosensko-australská transsexuální modelka. 
Matka byla bosenská Srbka, otec bosenský Chorvat. Rozešli se krátce po Andrejově narození. Během bosenské války rodina uprchla do Srbska. Do Austrálie odešla v Andrejových osmi letech, roku 2000. V sedmnácti se Andrej začal živit jako mužský model v Londýně. V roce 2012 poprvé předváděl i ženské oblečení pro Jean-Paula Gaultiera v Paříži. V roce 2014 absolvoval operativní změnu pohlaví na ženu. Jako Andreja Pejićová se pak stala v květnu 2015 první otevřeně transsexuální modelkou na obálce Vogue.
Roku 2013 hrál ve videoklipu Davida Bowieho The Stars (Are Out Tonight). Později se jako žena objevila v několika filmech (např. The Girl in the Spider's Web, 2018; Dali Land, 2022).